# Puerto Belgrano
La base navale di Puerto Belgrano (BNPB) è la principale base della Armada Argentina; chiamate semplicemente Puerto Belgrano si trova a sud della Provincia di Buenos Aires, nella città di Punta Alta, Partido di Coronel Rosales a 24 km della città di Bahía Blanca.

## Storia
La denominazione iniziale della base era "porto militare di Bahía Blanca", assumendo  il 12 giugno 1923 l'attuale denominazione  con decreto del presidente Marcelo Torcuato de Alvear, in onore di Manuel Belgrano, creatore della Bandiera Argentina.
La costruzione del porto militare venne commissionata dal governo argentino all'ingegnere italiano Luigi Luiggi che godeva di grande prestigio in Europa per i suoi lavori nei porti di Genova e Lima e per i suoi studi sulle costruzioni navali. Con la collocazione della prima pietra il 12 luglio 1898 ebbe inizio la costruzione dell'arsenale e la data viene considerata anche come quella della fondazione della città di Punta Ala adiacente alla base. Contemporaneamente all'arsenale vennero realizzate opere fisse di difesa costiera.
La  base ha un ospedale navale, una dozzina di officine specialistiche, sei scuole militari, scuole pubbliche, la redazione della rivista “Gaceta Marinera”, una banca, la parrocchia cattolica di “Stella Maris”, un registro civile, un ufficio postale, un museo, sette quartieri residenziali per il personale della base e un hotel. L'arsenale raggiunge la superficie di 122.000 m² con due bacini di carenaggio per navi di 220 metri di lunghezza e 23 di larghezza.

## Flota de Mar

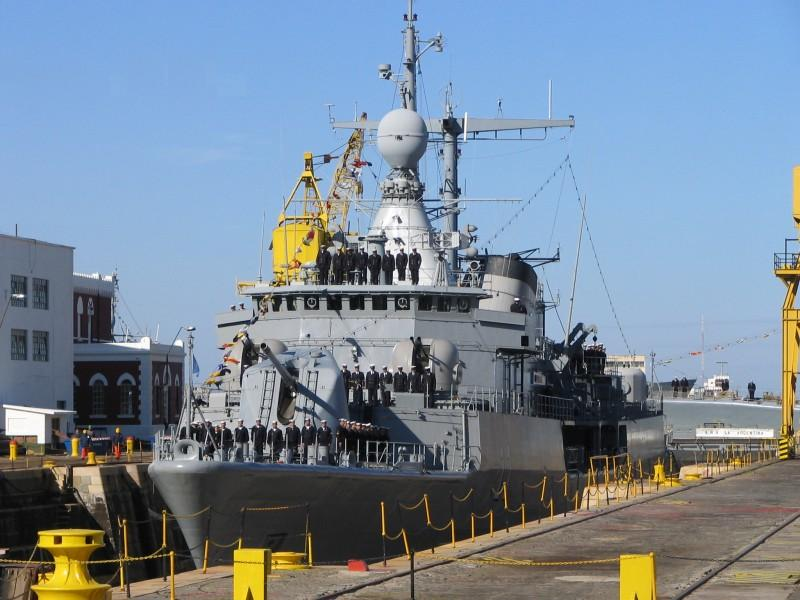
cacciatorpediniere ARA La Argentina

Unità navali della Flota de Mar che hanno la loro base a Puerto Belgrano: